# 拉斯曼丘陵
拉斯曼丘陵是南極洲的丘陵，位於普里茲灣東南岸，從多爾克冰川延伸17公里，設有多間研究站，在1935年2月由觀鯨船發現，該丘陵以船長命名。
69°24′S 76°13′E / 69.400°S 76.217°E